# Neogeografia
La neogeografia o nuova geografia è il fenomeno sociale dell'uso di massa delle mappe virtuali e della creazione di contenuti informatici di carattere spaziale con l'ausilio dei moderni dispositivi GPS di larga diffusione. Ciò deriva dal crescente interesse pubblico al mondo della cartografia virtuale di libero accesso e della condivisione delle informazioni.
Gli utilizzatori, i neogeografi (da neogeographers), sono persone appassionate, non necessariamente esperte, che impiegano strumenti e tecniche geografiche del Web 2.0 e più recentemente del Web 3.0, con approccio collaborativo, per attività di diffusione e condivisione di dati e informazioni geografiche, in modo informale e ricreativo.
I neogeografi creano e utilizzano proprie mappe personalizzate combinando le informazioni da fonti differenti secondo la logica dei mash-up e delle API.
I contenuti informatici risultano così georiferiti, dotati cioè di una posizione nello spazio riferibile a un sistema di coordinate geografiche o piane.

## Evoluzione del termine
Il termine "nuova geografia" non è del tutto nuovo, in quanto nel corso del Novecento vi sono stati diversi accenni in diversi paesi di tale attribuzione alla scienza geografica.
Il termine anglosassone neogeography comparve nel 1922, mentre nella prima metà degli anni cinquanta venne utilizzato negli Stati Uniti nei campi della sociologia della produzione e del lavoro. In Francia, il filosofo François Dagognet utilizzò il termine francofono neo-geographie nel 1977, pubblicando il libro Une Epistemologie de l'espace concret: Neo-geographie ("Epistemologia dello spazio concreto: Neo-geografia"). Questi primi utilizzi del termine erano riferiti a una nuova coscienza globale che si accorgeva delle dinamiche di connessione tra le attività economiche, sociali, pianificatorie e lo spazio geografico.
In riferimento allo studio delle comunità nel Web, fu usato per la prima volta dall'americano Kenneth Dowling all'inizio degli anni novanta, libraio di San Francisco.
Precursori più recenti del termine si trovano in pubblicazioni quali: The geospatial Web e The geoaware Web (entrambe del 2005); Where 2.0 (2005); A dissident cartographic aesthetic and "Mapping and counter-mapping" (2006).

L'accezione odierna del termine neogeography risale al 2006 e tra le prime definizioni si riporta quella di Eisnor (2006), 
Il prefisso ‘neo’ o l'aggettivo ‘nuovo’ sono recentemente attribuiti anche ai GIS quali strumenti informativi geografici di ‘nuova generazione’.

## Diffusione del fenomeno
L'interesse del pubblico alla neogeografia è cresciuto negli ultimi anni grazie alla semplificazione della produzione d'informazione geografica che si diffonde con le tecnologie multifunzionali di mappatura geografica offerte dal Web 2.0 (ora Web 3.0), come Google Maps, Google Earth e OpenStreetMap, unitamente al calo dei prezzi dei dispositivi GPS portatili. Successivamente, l'uso di tecnologie geospaziali si è integrato con applicazioni non specificatamente geografiche, entrando nell'uso quotidiano attraverso, ad esempio, le applicazioni dei moderni telefoni cellulari detti smartphone, come quelle per Android.
Strumenti web come le API cartografiche, i mash-ups, il geocoding automatico, i servizi web e i formati di scambio di dati aperti (KML, GML) sono i caratteri innovativi di questo tipo di cartografia nella quale lo stesso internauta può intervenire, prendendo parte nella comunità dei neogeografi.

## Contenuto geografico generato dai neogeografi
Storicamente i Sistemi informativi territoriali (GIS) hanno sviluppato strumenti e tecniche per applicazioni formali e professionali che richiedono precisione e accuratezza. In contrasto, la neogeografia tende a diffondere applicazioni più accessibili e familiari ai "non addetti ai lavori". Questi due ambiti possono così sovrapporsi dando la possibilità di affrontare gli stessi problemi a due differenti gruppi di utilizzatori: esperti e non-esperti.
La neogeografia è stata anche connessa all'aumento del contenuto geografico generato dall'utente, strettamente connesso con l'Informazione geografica volontaria o Geografia volontaria. Questo fenomeno potrebbe costituire una raccolta attiva di dati utili alla comunità, come report di eventi, immagini e videoclip, come accade in OpenStreetMap, oppure una collezione passiva di dati personalizzati, come accade per le tags di Flickr, come raccolta di toponimi folksonomici.

## Potenzialità del fenomeno e geografia collaborativa
Questa nuova geografia è il risultato del libero accesso alla georeferenziazione dei luoghi, il geotagging dei contenuti, una facile integrazione delle risorse in ambienti web utilizzando le API e l'uso quotidiano in crescita di GPS e dispositivi di posizionamento (telefoni cellulari, PDA, browser) nella vita quotidiana. Con l'impiego più convenzionale, la dimensione collaborativa della creazione di mappe permette la diffusione, il controllo e l'aggiornamento del contenuto generato dalla moltitudine d'individui coinvolti. Questo meccanismo è una sorta di mappa mentale collettiva e uno strumento prezioso per gli studi spaziali che utilizzano le tecniche della cartografia partecipativa, inoltre, può tradursi anche in strumento di democrazia partecipativa o, piuttosto, di cittadinanza attiva.
Uno degli incentivi alla cartografia libera è costituito dalla diffusione della cultura gratuita nel web, che nasce dal principio condiviso di porre dei limiti all'appropriazione commerciale di beni considerati come indispensabili e che dunque devono restare di libero accesso per tutti. Questa motivazione è stata chiaramente evidenziata dai promotori di progetti di cartografia mondiale e collettiva OpenStreetMap. L'obiettivo della partecipazione è dunque quello di non rendere indispensabile la dipendenza da organizzazioni commerciali, anche molto note, per la creazione e riproduzione di mappe e carte adatti ad ogni esigenza.
Come per i GIS, la neogeografia può essere considerata come uno strumento e non come fine a sé stessa.
La neogeografia, inoltre, è un fenomeno che si sta ampliando oltre il semplice web mapping, coinvolgendo anche artisti e professionisti inter-disciplinari in un impegno collettivo per la creazione di nuove forme di mapping e di arte locativa.

## Dispute in atto
La neogeografia nasce quindi dal Web 2.0 (ora Web 3.0) e dalla libera espressione degli utenti. Tuttavia è sorto parecchio dibattito riguardo allo scopo e alle applicazioni della neogeografia nei campi del web mapping, della geografia e dei GIS.
Alcune di questi dibattiti ritengono che la neogeografia sia la facilità di utilizzo di strumenti e interfacce geografiche, mentre altre si concentrano sui possibili settori applicativi.
Un punto di vista fa notare come la transizione dalla geografia accademica o paleogeografia alla nuova geografia sia caratterizzata da un offuscamento dei confini tra i ruoli tradizionali di soggetti produttori, commercianti e consumatori di informazioni geografiche. In quest'ottica, si considera che nella neogeografia la libertà venga prima dei ruoli economici, secondo il principio di non obbedire ai criteri che nel corso della storia hanno definito la scienza della geografia o della geomatica. Così si parla della neogeografia come un fenomeno sociale e un nuovo rapporto con gli spazi fisici, in cui si apre la libertà di creare territori, in quanto l'utente o le comunità date, possono creare mappe con i propri criteri di spazialità, temporalità e direzione creativa.
Un altro punto di vista si pone in contrasto con questa visione. Ad esempio, Mike Hickey, presidente della società creatrice di MapInfo, fa una netta distinzione tra i GIS e la neogeografia, rivendicando il rigore e la professionalità dei primi, che invece è assente nel nuovo fenomeno.
A tutti gli effetti, i GIS sono sviluppati costantemente per migliorare la precisione dell'informazione geografica, rigore che non è lo scopo della neogeografia, la quale privilegia la semplicità di creazione dei contenuti. Tuttavia  è possibile interrogarsi sulla pertinenza di questo punto di vista, considerando la diversità esistente tra gli obiettivi della neogeografia e quelli della geomatica, che non possono essere i medesimi. Vi è la possibilità, in questo senso, che i professionisti del settore dei GIS temano che tale fenomeno dia luogo a una concorrenza enorme, annunciando la morte del software proprietario.
Il dibattito riguarda anche la qualità delle mappe di base fornite dal mapping API, e la diffusione di alcuni servizi web come Google Maps, il cui API è il più utilizzato.
Da un punto di vista oggettivo, più che una vera e propria scienza, sembra che la neogeografia sia utilizzata come un mezzo, un vettore di informazione, la cui caratteristica principale non è necessariamente geografica. Il suo impiego all'interno della comunità riflette l'uso diffuso della geolocalizzazione come supporto per la descrizione delle attività di ciascuno. Essa quindi non si basa su una sola tecnologia specifica e non è strettamente web-based, quindi non è sinonimo di mapping web, anche se è comunemente concepita come tale.
Una parte dei dibattiti riguarda in nome. Un certo numero di geografi e scienziati di Geoinformatica (come Mike Goodchild) hanno forti riserve circa il termine "neogeografia". Si dice che il termine geografia stabilisca una definita disciplina scientifica; gli impieghi di mash-ups e tag in Google Earth non sono dei lavori scientifici, ma sono meglio descritte come espressione della Geografia volontaria.